# Phorbia curvifolia
Phorbia curvifolia är en tvåvingeart som beskrevs av Hsue 1981. Phorbia curvifolia ingår i släktet Phorbia och familjen blomsterflugor. Inga underarter finns listade i Catalogue of Life.